# Charles LeMaire
Charles LeMaire (n. 22 aprilie 1897, Chicago, Illinois, SUA – d. 8 iunie 1985, Palm Springs⁠(d), California, SUA) a fost un creator de costume american. 

## Biografie
El s-a născut în Chicago.
Și-a început cariera ca actor de vodevil, dar a devenit designer de costume pentru spectacolele de pe Broadway precum Ziegfeld Follies și The Five O'Clock Girl. Prin 1925 a început să lucreze în cinematografie, creând costumele purtate de actori în filme. LeMaire a avut un rol esențial în convingerea Academiei Americane de Film să instituie un premiu Oscar pentru costume. Într-o carieră care s-a întins pe o durată de 37 de ani și aproape 300 de filme, a câștigat trei premii Oscar și a avut încă 13 nominalizări.
LeMaire a murit de insuficiență cardiacă, în 1985.

## Filmografie
- The Razor's Edge (1946)
- Gentleman's Agreement (1947)
- A Letter to Three Wives (1949)
- The Gunfighter (1950)
- Totul despre Eva (1950)
- David and Bathsheba (1951)
- Ziua în care Pământul s-a oprit (1951)
- The Robe (1953)
- Désirée (1954)
- Three Coins in the Fountain (1954)
- Love is a Many Splendored Thing (1955)
- Carousel (1956)
- Walk on the Wild Side (1962)

^1 câștigător al premiului Oscar
^2 nominalizare la Oscar